# Центр (корпорация)
Корпорация «Центр» — российская торговая сеть, объединяющая магазины по продаже бытовой техники и электроники, компьютерной и цифровой техники. На октябрь 2019 года в состав компании входят 158 магазинов в 128 городах 20 регионов России. Основной офис расположен в Ижевске, Удмуртия. Основатель компании — ижевский бизнесмен Сергей Ощепков (1967—2018).

## История

### Начало развития: 1990—1999 годы
21 мая 1990 года Сергей Ощепков основал предприятие «Миф». Оно специализировалось на видеопрокате, аудио- и видеозаписи, организации видеосалонов. В 1991 году предприятие получило новое название — «Сервис-студия Центр».
В 1992 году в Ижевске открылся первый магазин под брендом «Сервис-студия Центр». Компания специализировалась на продаже бытовой техники и электроники. Параллельно компания открывала новые торговые отделы в разных точках Ижевска.

### Рост сети: 2000—2009 годы
В 2000 году компания поменяла название и стала Корпорацией «Центр».
В 2002 году под брендом "Корпорация «Центр» открылся первый магазин в новом формате — гипермаркет «Техносити» в Ижевске. Это был первый в Ижевске магазин Корпорации «Центр» с открытым доступом к товарам.
В 2003 году Корпорация открыла в Ижевске гипермаркет «Планета техники и мебели», где появилась категория товаров для дома: мебели и предметов интерьера.
В 2005 году под брендом Корпорация «Центр» в Ижевске начал работу гипермаркет — «Пушкинский». Тогда же открылся первый магазин Корпорации «Центр» в республике Татарстан — в городе Набережные Челны.

### 2010 год — наши дни
В 2010 году бренд запустил интернет-магазин.
В 2011 году Корпорация «Центр» открыла сотый по счету магазин. По итогам 2011 года компания заняла 45-е место рейтинга крупнейших розничных сетей России INFOLine Retail Russia TOP-100 в сегменте «Бытовая техника и электроника».

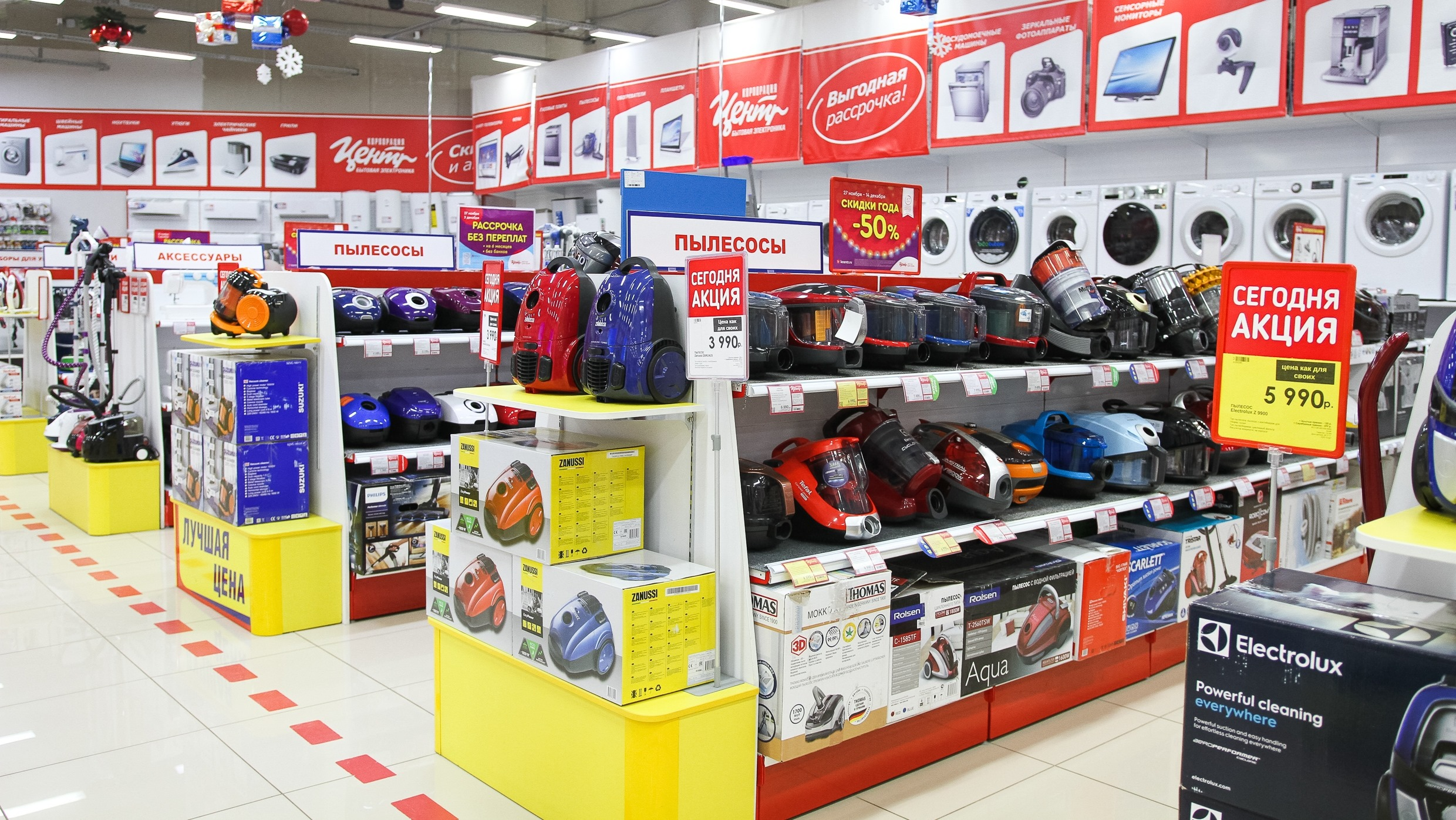
Магазин Корпорация центр 2011 год

По итогам 2014 года Корпорация «Центр» вошла в число 25 лучших региональных ИТ-компаний по мнению издания СRN/RE, посвященного IT-бизнесу. Корпорация «Центр» заняла первое место в номинации «Масштаб бизнеса» и третье — в категории «Репутация на рынке».
По данным GFK, рост Корпорации «Центр» в 2017 году и в первом полугодии 2018 года был выше рыночных показателей.